# Paul Sydow (architekt)
Paul Sydow (? – ?) byl pražský, německy hovořící expresionistický architekt a designér.

## Život

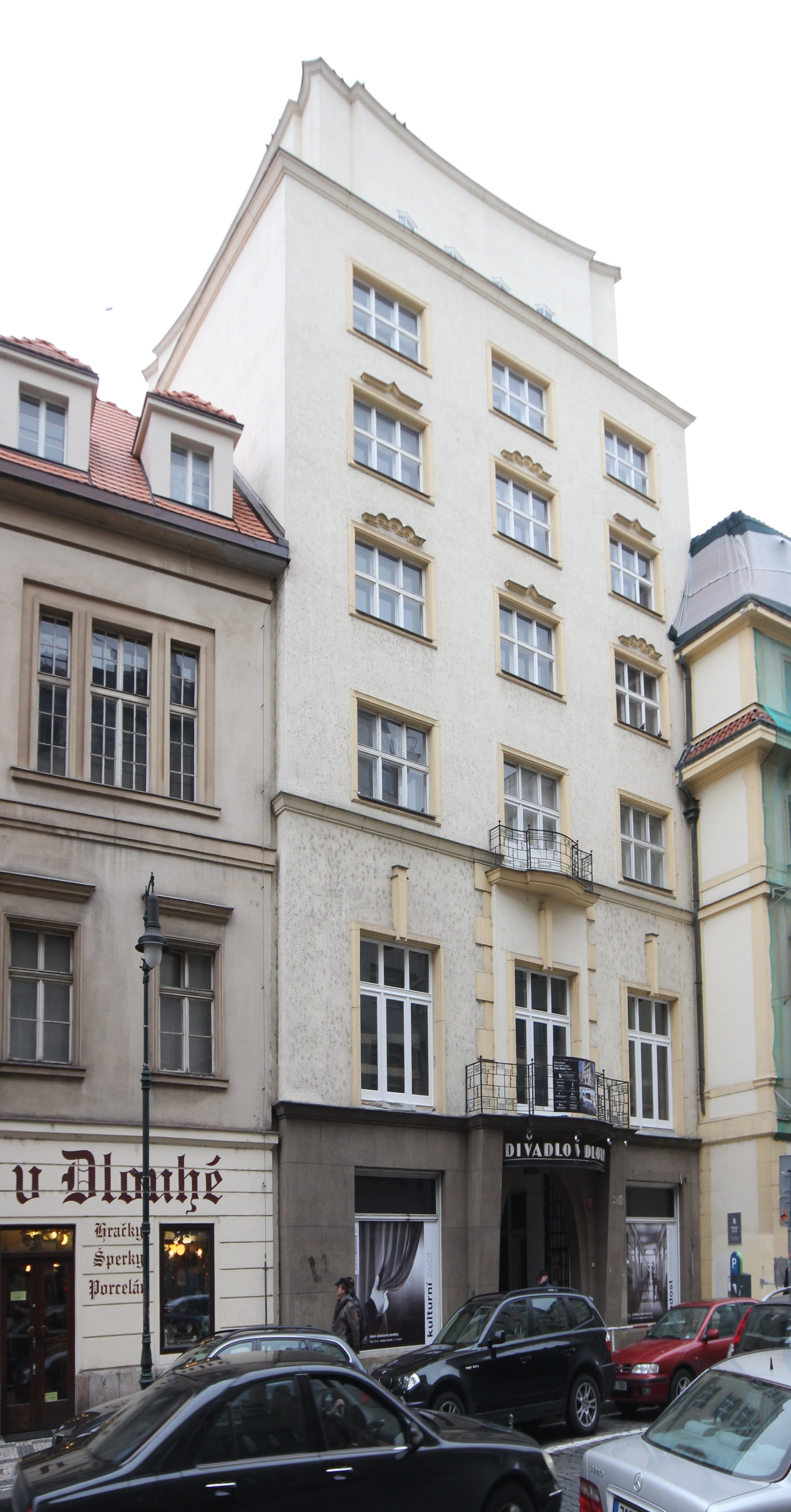
Obchodní a administrativní palác s pasáží a divadlem, č. p. 727, Praha 1-Staré Město, průčelí do Dlouhé ul.

O jeho životě nejsou známy žádné podrobné informace.

## Dílo
Na konci dvacátých let navrhl interiéry několika pražských barů a restaurací.
- 1928–1929 Obchodní a administrativní palác s pasáží a divadlem, č. p. 727, Praha 1-Staré Město, Dlouhá 39, Hradební 1, Haštalská 26, spolu s Emanuelem Sušickým.[1] V této budově se dnes nachází Divadlo v Dlouhé. K objektu patří i původně barokní budova na nároží Dlouhé a Hradební ulice, která byla přestavěna a dále bylo přistavěno 3. patro a mansardová střecha.

- 1927-1928 Obchodní a kancelářský dům Olympic, č. p. 75, Praha 2-Nové Město, Spálená 16. V paláci budovaném podle projektu Jaromíra Krejcara Sydow dokončoval některé interiéry, především kinosál v suterénu (dnešní Studio Ypsilon) a vinárnu v přízemí, a částečně upravil některé detaily exteriéru.[2]